# 兴登堡堤道
兴登堡堤道（德語：Hindenburgdamm）是一条连接德国叙尔特岛和石勒苏益格-荷尔斯泰因的11千米长的堤道，以魏玛共和国时期的总统保罗·冯·兴登堡命名，地理位置坐标为54°53′N 8°33′E / 54.883°N 8.550°E。堤道上铺设了供火车使用的复线铁路，目前用于运营德国铁路经营的由尼比尔-韦斯特兰之间的人车同行，由于叙尔特岛和大陆之间没有其他道路相连，所以这条堤道上运行的汽车摆渡列车是汽车上岛的唯一途径。堤道由一家法兰克福的公司和一家来自杜伊斯堡的公司分别从大陆和叙尔特岛开始修建连接起来的，耗时四年建成，于1927年6月1号开放，它也是沼泽铁路的一部分。火车沿堤道的行驶时间约为10分钟，火车在位于大陆上的尼比尔和叙尔特岛上韦斯特兰两个终点站之间的行驶时间约30分钟。
兴登堡堤道位于石勒苏益格-荷尔斯泰因州瓦登海国家公园的保护区内，在这里的滩涂上禁止徒步。

## 堤道建成前的情况
1864年的普丹战争后，普鲁士从丹麦手中接管了石勒苏益格公国，叙尔特岛和韦斯特兰都属于新成立的Tondern区。韦斯特兰海滨浴场的知名度逐渐增长，西海岸铁路已经从汉堡的阿尔托纳沿胡苏姆和尼比尔延伸到了Tønder镇（德国称Tondern），从这里铁路延伸至Hoyerschleuse港，Hoyerschleuse港有轮船前往叙尔特岛的Munkmarsch港。
当时叙尔特岛与大陆的连接受到潮汐的影响，在冬季瓦登海的海冰给叙尔特岛和大陆间的连接制造了难以逾越障碍。当时已经计划修建从大陆到叙尔特岛上Nösse的铁路堤道。这样一个项目由于高昂的成本使它搁置了一段时间，直到韦斯特兰成为城镇、作为海滨度假胜地的知名度日益增长，才使得堤道的修建在1910年进入正式的官方规划。
第一次世界大战使得所有的计划停滞，战后德国被迫将Tønder镇和Hoyerschleuse割让给丹麦。叙尔特岛仍属于德国，但由于新的国界线，前往叙尔特岛的道路中斷，除非旅客获得丹麦签证，通过丹麦领土才能上岛。

## 堤道建造
在堤道最初的建设中，一场风暴潮卷走了已经建成的部分。在此之后，堤道路线稍微向北重新调整，并为方便施工而修筑了一个堑壕状的围堰。堤道的建造项目聘請了1000到1500名工人。在两年内移走了超过300万立方米的沙子和粘土，並使用了120,000吨石头，最终于1927年6月1日开放。

## 相关文献
- Kümmel: Der neue Eisenbahnweg durch das Wattenmeer nach Westerland-Sylt. In: Zeitung des Vereins Deutscher Eisenbahnverwaltungen, 67. Jahrgang, Nr. 21 (26. Mai 1927), S. 557–562.

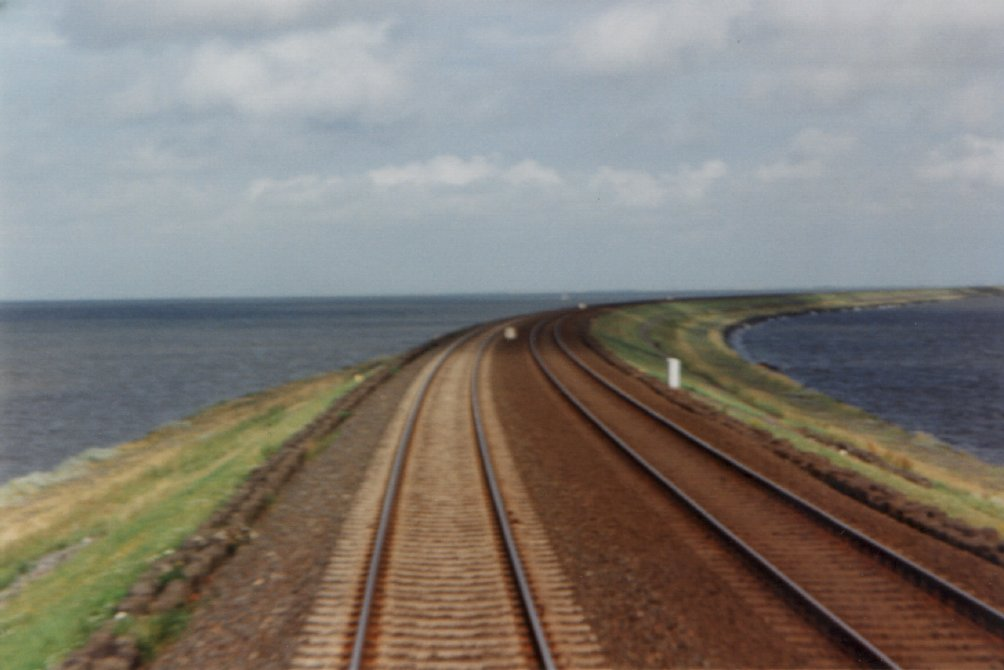
兴登堡堤道

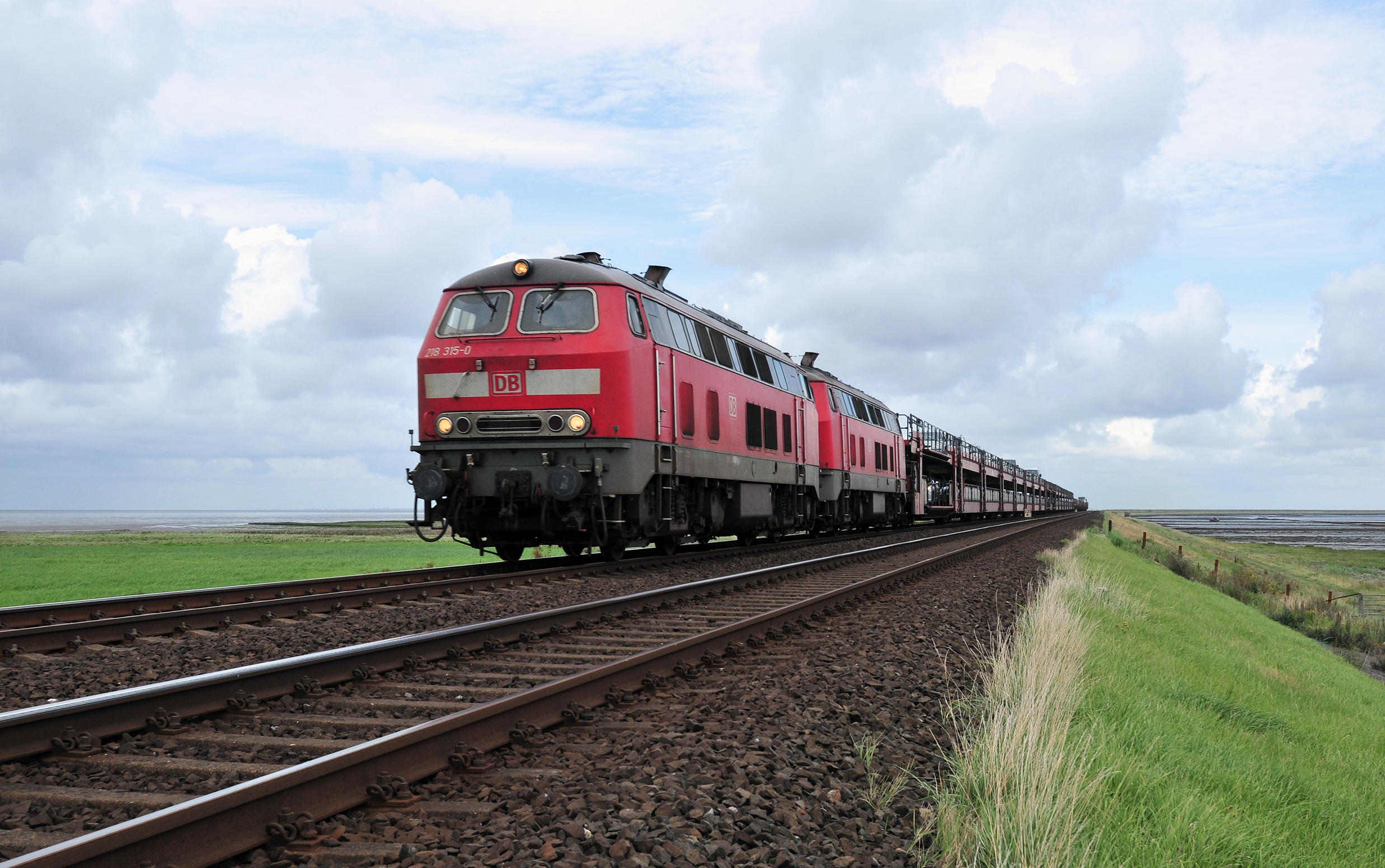
兴登堡堤道上行驶的德国铁路叙尔特岛穿梭列车

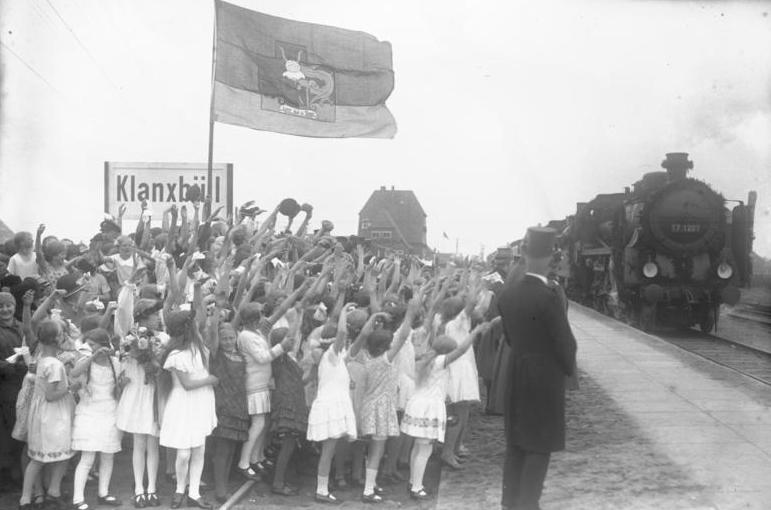
1927年6月1号铁路开通

- Kümmel: Der Hindenburgdamm (Bahnlinie Niebüll–Westerland). In: Zeitschrift des Vereines deutscher Ingenieure, 72. Jahrgang, Nr. 2 (14. Januar 1928), S. 48–50.
- H. Pfeiffer, W. Mügge: Bau eines hochwasserfreien Eisenbahndamms vom Festlande nach der Insel Sylt. In: Die Bautechnik, 6. Jahrgang, Heft 6 (10. Februar 1928) und Heft 7 (17. Februar 1928), S. 69–72 und 86–89.